# Overstim.s

Logo de la marque

Overstim.s, ou selon la typographie originale « OVERSTIM•S », est une marque commerciale (créée en 1982) de produits de nutrition sportive, fabriqués par la société française Overstims Diete Sport (filiale de Diete Sport France).
Les produits Overstim.s comprennent notamment des poudres, barres, gels et boissons énergétiques.

## Historique
Overstim.s est créée en 1982 par Daniel de Saint Ouen. Pratiquant le cyclisme en amateur et ne trouvant pas de nutrition sportive adéquate, il développe alors le Gatosport.
En 1991, Daniel de Saint Ouen et sa famille déménage du Val-d'Oise pour Plescop en Bretagne pour poursuivre le développement d'Overstim.s,,.
Depuis 2000, Frédérique de Saint Ouen, la fille du fondateur, dirige l'entreprise.
En 2011, un laboratoire de fabrication est installé à Saint-Avé,.
En 2024, Overstim.s compte plus de 350 références produits.

## Activités
Overstim.s est basé à Plescop dans le Morbihan. Sa présidente est Frédérique de Saint Ouen, la fille du fondateur de la marque. Son directeur général est Bruno Hiernard.
La PME compte une quarantaine de salariés. Et son chiffre d'affaires annuels est d'environ 15 millions d'euros,. En 2022, 20 % de la production est exportée,. En 2024, Overstim.s vend ses produits dans 15 pays en plus de la France.
La fabrication des produits a lieu à Saint-Avé dans un laboratoire de 1 000 m2. Le siège de l'entreprise et les envois ont lieu à Plescop.

## Partenariats
Overstim.s collabore avec François D'Haene, quadruple vainqueur de l'Ultra Trail du Mont Blanc (UTMB). La marque travaille également avec l'ultra-traileur Sébastien Chaigneau.